# 羅利鎮區 (伊利諾伊州薩林縣)
羅利鎮區（英語：Raleigh Township）是位於美國伊利諾伊州薩林縣的一個行政鎮區。

## 地方資料
根據2010年美國人口普查的數據，羅利鎮區的面積為95.30平方千米，當中陸地面積為93.30平方千米，而水域面積為2.00平方千米。當地共有人口1160人，而人口密度為每平方千米12.17人。